# Meliosma myriantha
Meliosma myriantha är en tvåhjärtbladig växtart som beskrevs av Philipp Franz von Siebold och Zucc. Meliosma myriantha ingår i släktet Meliosma och familjen Sabiaceae.

## Underarter
Arten delas in i följande underarter:
- M. m. discolor
- M. m. pilosa